# Oxyopes heterophthalmus
Oxyopes heterophthalmus är en spindelart som först beskrevs av Pierre André Latreille 1804.  Oxyopes heterophthalmus ingår i släktet Oxyopes och familjen lospindlar. Inga underarter finns listade i Catalogue of Life.